# Barrandov Studios
Barrandov Studios es un famoso conjunto de estudios cinematográficos situados en Praga, República Checa, que se encuentran entre los más grandes estudios cinematográficos de toda Europa. Culturalmente conocidos como el "Hollywood de Europa" o el "Hollywood del Este".
En sus más de noventa años de existencia se han rodado en sus instalaciones más de 5000 películas nacionales e internacionales. Es uno de los pocos estudios del mundo que ofrece la posibilidad al visitante de un tour guiado durante los rodajes. En el año 2014 se abrió en ellos una nueva sala de exposiciones que le acercará a las bambalinas de las nuevas proyecciones cinematográficas y televisivas.
Los estudios fueron inaugurados a comienzos de la década de 1930 y la primera película que se rodó fue Asesinato en la calle Ostrovní (1933). Algunas de las películas que se han filmado en los estudios han conseguido hacerse con Premios Óscar. Han acogido producciones como Misión imposible, The Bourne Identity (2002), Casino Royale  (2006), Las crónicas de Narnia: el príncipe Caspian (2008) o Nosferatu (2024), entre otras.

## Historia

### Principios
En el año 1921 el productor Miloš Havel fundó la sociedad por acciones A-B por medio de la unión de varias sociedades de distribución. A principios de los años 30 su hermano Václav planeó edificar un complejo residencial situado a 5 km de Praga y Miloš Havel propuso incorporar un moderno estudio cinematográfico con sede en Barrandov. La construcción se inició en noviembre de 1931 según el proyecto de Max Urban. Durante la construcción contaban con el espacio para la administración, los vestuarios de los actores o los almacenes de accesorios de la escena. Por su equipamiento técnico, los estudios fueron considerados los más modernos de Europa y a finales de la década de los 30 ya ocupaban un área de 4850 metros cuadrados.

### Durante el Protectorado (1939–1945)
El 16 de marzo de 1939, tras la ocupación alemana de Checoslovaquia, el asistente de dirección Josef Kraus intentó apoderarse de los estudios, por lo cual decidió deponer al director Lavoslav Reichl y despedir a los empleados judíos. Por su fracaso, Radola Gajda, el líder de la Comunidad Fascista Nacional (Národní obec fašistická), mandó a Zdeněk Zástěra (acompañado por el director Václav Binovec y Ladislav Brom) que convocara a los empleados con el fin de anunciarles la „arización“ de todas las empresas cinematográficas praguenses, y que pidiera de nuevo el despido de todos los empleados judíos.
En 1940 Miloš Havel fue obligado a ceder su porción mayoritaria de la empresa en favor de la administración alemana que, enseguida, se hizo con el control de los estudios completamente. En febrero de 1942 fue aprobado el nombre Prag-Film, Aktiengesellschaft bajo el cual los alemanes rodaron cerca de 80 películas del Reich. Las películas checas trataban, ante todo, los temas históricos o cómicos, puesto que era necesario evadirse de los sucesos contemporáneos. 

### Situación después de la Segunda Guerra Mundial
El 28 de agosto de 1945 entró en vigor el decreto sobre la estatización de la cinematografía checoslovaca, firmado por Edvard Beneš. Al mismo tiempo, se reunían los primeros consejos disciplinarios de asistentes cinematográficos con el fin de revisar las actividades de los filmadores durante el Protectorado. Los estudios se quedaron bajo el control del estado hasta el año 1991 y durante la normalización fueron construidos varios laboratorios cinematográficos, un estudio de dabing, un estudio de efectos especiales con proyección regresiva y tanque de agua para las tomas subacuáticas.

## Actualidad
Poco después de la Revolución del Terciopelo (1989) los estudios sufrieron la privatización, puesto que el estado dejó de dotar a la industria cinematográfica. Los Barrandov Studios, dañados por el cambio, estuvieron a punto de quebrar, pero con la llegada del nuevo milenio lograron acoger varias producciones extranjeras.
Actualmente, los estudios colaboran con diversos canales de televisión, como TV NOVA o Barrandov TV que transmite a partir del año 2009. Los estudios ofrecen 14 salas de rodaje y poseen una de las más amplias colecciones de vestuario y accesorios de escena del mundo.

## Algunas películas en las que han tenido participación

### 1930-1945

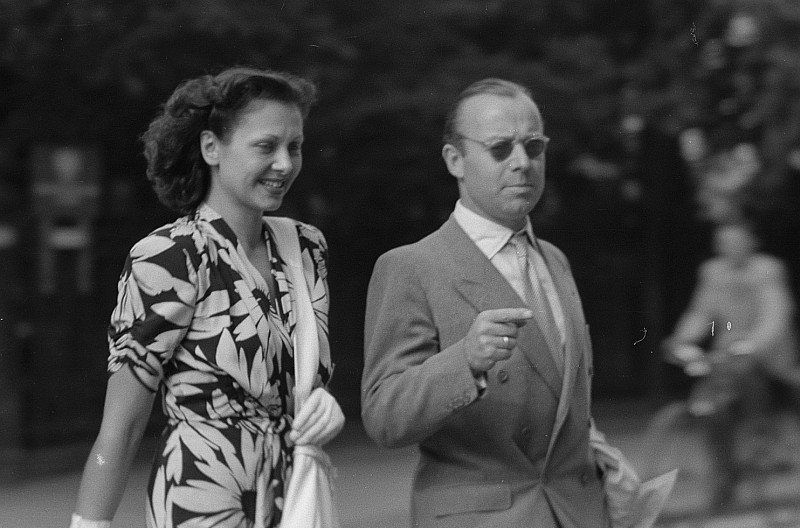
Hertha Feiler y Heinz Rühmann en 1946.

- El hábito hace al monje (Kleider machen Leute, 1940), de Helmut Käutner, con Heinz Rühmann y Hertha Feiler (1916 - 1970); adaptación de la novela homónima de Gottfried Keller de 1866.
- El murciélago (Die Fledermaus, 1945/46), de Géza von Bolváry (1897 - 1961), con guion de Ernst Marischka y la interpretación de Johannes Heesters; versión cinematográfica de la opereta del mismo título, obra de Johann Strauss el hijo.
- Carl Peters (1940/41), de Herbert Selpin, con Hans Albers (1891 - 1960); el protagonista es el colonizador Karl Peters (1856 - 1918), uno de los fundadores del África Oriental Alemana.
- El judío Süß (1940), de Veit Harlan.
- Große Freiheit Nr. 7 (1943), de Helmut Käutner, con Hans Albers.

### 1960
- Joe Cola-Loca (Limonádový Joe aneb Konská opera, 1964), de Oldřich Lipský.
- La tienda de la Calle Mayor (Obchod na korze, 1965).
- Los amores de una rubia (Lásky jedné plavovlásky, 1965).
- Trenes rigurosamente vigilados (Ostře sledované vlaky, 1966).
- Marketa Lazarová (1967), de František Vláčil (1924 - 1999).
- ¡Al fuego, bomberos! (Hoří, má panenko, 1967), de Miloš Forman.
- Konec agenta W4C prostřednictvím psa pana Foustky (1967), de Václav Vorlíček (1930 - ).

### 1970
- Valerie y su semana de las maravillas (Valerie a týden divů, 1970), de Jaromil Jireš.
- Tres avellanas para Cenicienta (Tři oříšky pro Popelku, 1973), de Václav Vorlíček.
- Nick Carter: aquel loco, loco, detective (Adéla ješte nevecerela, 1977), de Oldřich Lipský.

### 1980
- Yentl (1983), de Barbra Streisand, con música de Michel Legrand; adaptación de la obra de teatro homónima de Leah Napolin e Isaac Bashevis Singer, que es dramatización del cuento del mismo I.B. Singer Yentl: el muchacho de la yeshivá (Yentl the Yeshiva Boy).
- Amadeus (1984), de Miloš Forman.
- Mi dulce pueblecito (Vesničko má středisková, 1985), de Jiří Menzel.
- Boris Godunov (1986), de Serguéi Bondarchuk.
- Radikální řez (1983), de Dušan Klein (1939 -).

### 1990
- Kafka (1991).
- Escuela elemental (Obecná škola, 1991), de Jan Svěrák.
- Las aventuras del joven Indiana Jones (The Young Indiana Jones Chronicles, 1992).
- Stalingrado. (Stalingrad, 1993).
- Immortal Beloved (1994).
- Underground (1995).
- The Shooter (1995), de Ted Kotcheff, con Dolph Lundgren.
- Kolya (1996).
- Misión imposible (Mission: Impossible, 1996).
- Snow White: A Tale Of Terror (1997), de Michael Cohn, con Sigourney Weaver y Sam Neill; telefilme.
- Los miserables (Les Misérables, 1998).
- My Giant (1998).
- El barbero de Siberia (Сибирский цирюльник, 1998), de Nikita Mijalkov, con Julia Ormond, Richard Harris, Oleg Ménshikov y Alexei Petrenko (1938 -).
- Plunkett y Macleane (Plunkett & Macleane, 1999), de Jake Scott (1965 -).
- Ravenous (1999).

### 2000
- Dungeons & Dragons (2000), de Courtney Solomon, con Justin Whalin, Marlon Wayans y Jeremy Irons.
- A Knight's Tale (2001).
- Desde el infierno (From Hell, 2001).
- El misterio del collar (The Affair of the Necklace, 2001), de Charles Shyer, con Hilary Swank y Jonathan Pryce.
- The Bourne Identity (2002).
- XXX (xXx, 2002).
- Blade II (2002).
- Bad Company (2002), de Joel Schumacher, con Anthony Hopkins y Chris Rock; mçusica de Trevor Rabin.
- Hart's War (2002).
- The League of Extraordinary Gentlemen (2002).
- Hitler: El reinado del mal (Hitler: The Rise of Evil, 2003).
- Frank Herbert's Children of Dune (2003).
- Shanghai Knights (2003).
- Chasing Liberty (2004).
- El príncipe y yo (The Prince and Me, 2004).
- Alien vs. Predator (2004).
- Hellboy (2004).
- Van Helsing (2004).
- Eurotrip (2004).
- Oliver Twist (2005).
- The Brothers Grimm (2005).
- Doom (2005).
- A Sound of Thunder (2005).
- Everything Is Illuminated (2005).
- Hostel (2006).
- The Chronicles of Narnia: The Lion, the Witch and the Wardrobe (2005).
- Tristán e Isolda (Tristan and Isolde, 2006).
- Last Holiday (2006), de Wayne Wang, con Queen Latifah.
- The Illusionist (2006).
- La profecía (2006).
- Casino Royale (2006).
- Hannibal Rising (2007).
- Hostel: Part II (2007).
- Babylon A.D. (2007).
- Las crónicas de Narnia: el príncipe Caspian (2008).
- G.I. Joe: The Rise of Cobra (2009).
- The Philanthropist (2009), con James Purefoy.

### 2010
- Burnt by the Sun 2 (2010)
- Fausto (2011) (Фауст, 2011), de Aleksandr Sokúrov; adaptación libre de la leyenda alemana de Fausto y de las obras literarias Fausto, de Goethe, y Doktor Faustus, de Thomas Mann.
- Mission: Impossible – Ghost Protocol (2011)
- The Borgias (2011), con Jeremy Irons; serie de televisión emitida en el 2011, con continuación prevista para el 2012.
- A Royal Affair (2012)
- El hipnotista (2012)
- Snowpiercer (2013)
- Crossing Lines (2013)
- Serena (2014)
- Child 44 (2015)
- Last Knights (2015)
- Anthropoid (2016)
- A United Kingdom (2016)
- The Zookeeper's Wife (2016)
- Unlocked (2017)
- The Aftermath (2019)
- Jojo Rabbit (2019)

### 2020
- Tribes of Europa (2021)
- White Bird (2021)
- The Wheel of Time (2021)
- Nosferatu (2024)
- Ballerina (2025)